# Эпона

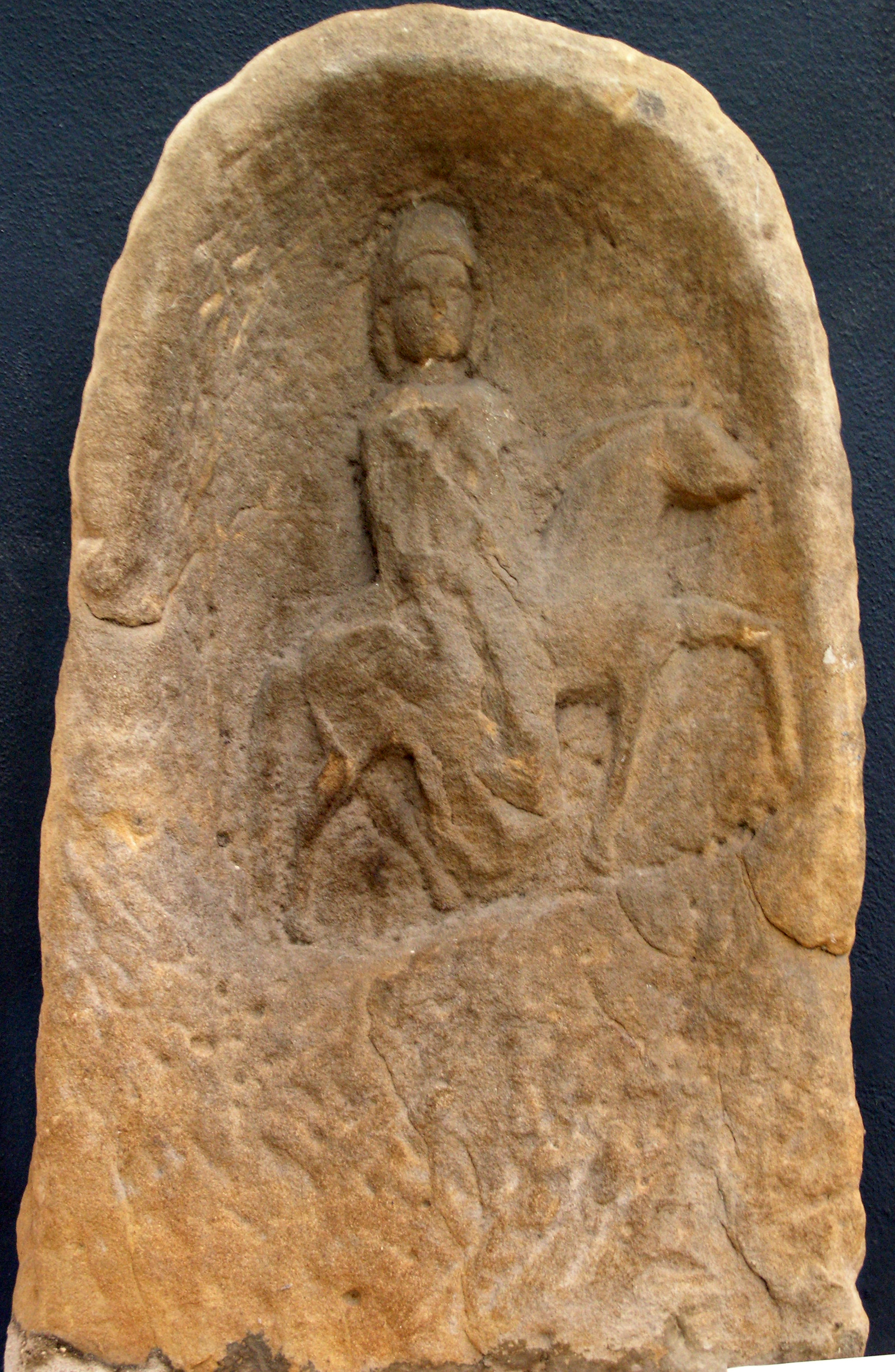

Эпо́на (кельт. Epona, от *epos «лошадь») — в кельтской мифологии богиня коневодства, считавшаяся покровительницей лошадей, мулов, ослов, погонщиков и возчиков.

## Значение Эпоны
В мифологии галльских кельтов Эпона была одним из наиболее значительных божеств. Лошади для кельтов имели огромное значение, они использовались и для перевозок, и на войне, и в сельском хозяйстве, вполне естественно, что культ богини — покровительницы лошадей составлял весьма важную часть их религиозных воззрений. Эпона нередко отождествлялась и с врачеванием, в частности — водолечением. Поэтому её изображение можно встретить в некоторых галльских святилищах близ родников и источников. Также предполагается, что её культ мог ассоциироваться и со смертью. Считается, что она выполняла роль психопомпа — провожатого и стража, охранявшего души умерших при переходе в подземный мир.

## Изображение Эпоны
Эпона неизменно изображалась молодой женщиной, сидящей верхом на лошади или в окружении лошадей, стоящей на лошади, восседающей в колеснице, запряжённой двумя-тремя лошадьми. Она также часто изображалась с символами плодородия и изобилия, например с корзиной, полной плодов и зерна.